# Zamek Crossen
Zamek Crossen (niem. Schloss Crossen) – zabytkowy zamek w Crossen an der Elster,  w powiecie Saale-Holzland, w kraju związkowym Turyngia (Niemcy).
Zamek został zbudowany już w X w. w celu ochrony ważnych szlaków handlowych między miastami Gerą a Zeitz. Drugi, późniejszy zespół zamkowy po raz pierwszy wzmiankowany był w dokumencie z 1272. Na miejscu renesansowego zamku zbudowano barokowy obiekt (1701-1712) zostawiając stary donżon. Sercem zamku jest dwukondygnacyjna sala balowa z zapierającymi dech w piersiach iluzjonistami włoskiego artysty Giovanniego Francesco Marchiniego (1672-1745). Od 1724 zamek przez 200 lat był posiadaniu rodziny von Flemming.

Herb von Flemming (pole serca)
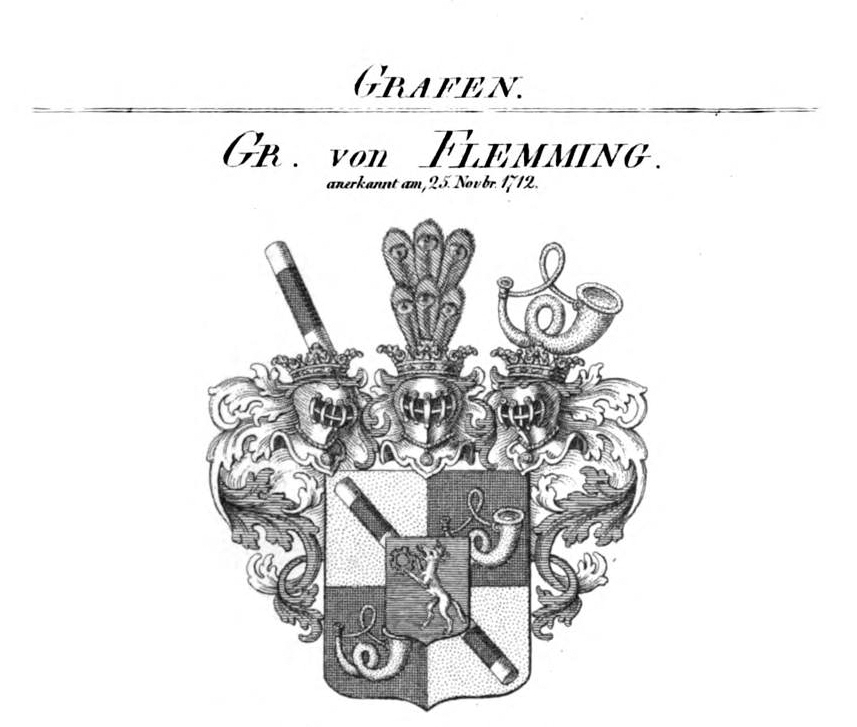
Herb von Flemming